# Попиц, Йоханнес
Эдуа́рд Йоха́ннес По́пиц (нем. Eduard Johannes Popitz; 2 декабря 1884, Лейпциг − 2 февраля 1945, Берлин) — немецкий экономист и государственный деятель, участник заговора 20 июля против Адольфа Гитлера, автор закона Попица.

## Биография
Родился в семье аптекаря. Жена (с 1918 года) — Корнелия, урождённая Слот, в семье родилось трое детей. Изучал политические науки и право в университетах Лозанны, Лейпцига, Берлина и Галле, получил степень доктора государственно-правовых наук.
В 1906 году поступил на государственную службу, с 1907 года — правительственный референт в Кёльне, в 1914—1919 годах служил в прусском министерстве внутренних дел. В марте 1919 стал членом Тайного совета и назначен управляющим рейхсминистерством финансов. С 1921 года — министериальдиректор рейхсминистерства финансов. С 1925 года — статс-секретарь рейхсминистерства финансов. Одновременно с государственной службой занимался преподавательской деятельностью в Берлинском университете и Государственной академии, с 1922 года — почётный профессор налогового права и финансовых наук.
В 1932 вошёл в правительство генерала Курта фон Шлейхера в качестве министра без портфеля и рейхскомиссара в прусском министерстве финансов.
Консервативный администратор, критически относившийся к порядкам Веймарской республики, Попиц поддержал приход национал-социалистов к власти в 1933 и в связи с этим в апреле 1933 был назначен прусским министром финансов. Вступил в НСДАП и был награждён золотым партийным значком. Оказывал поддержку консервативному юристу и геополитику Карлу Шмитту.

### Участник антинацистской оппозиции
Постепенно отношения Попица с нацистским режимом существенно ухудшились. Резко негативно отнёсся к «Хрустальной ночи» (еврейскому погрому 9 ноября 1938), протестовал против массовых преследований евреев, подал в отставку, которая не была принята.
Сторонник восстановления монархии Гогенцоллернов, он рассматривал в качестве кандидата на престол кронпринца Вильгельма и присоединился к заговору против Гитлера, примыкая к его правому крылу. Тесно сотрудничал с бывшим бургомистром Лейпцига Карлом Фридрихом Гёрделером, участвовал в деятельности дискуссионного общества «Среда», в состав которого входили представители консервативной оппозиции Гитлеру. Подготовил проект временной конституции, которая должна была вступить в действие после свержения Гитлера, в которой нашли отражение авторитарные тенденции. Участники заговора рассматривали Попица в качестве одного из возможных кандидатов на пост министра финансов в постнацистском правительстве Германии.
В 1943 году встретился с рейхсфюрером СС Генрихом Гиммлером, предлагая ему поддержать заговорщиков и заключить сепаратный мир на Западе. Посредником в контактах между Гиммлером и Попицем выступал адвокат Карл Лангбен. Гиммлер не дал положительного ответа, но и не арестовал Попица, а лишь приказал установить за ним наблюдение. К тому времени нацистское руководство уже не доверяло Попицу, хотя он и оставался министром финансов Пруссии. В 1943 году Йозеф Геббельс записал в своём дневнике: «Гитлер совершенно уверен, что Попиц — наш враг. Он уже следит за ним, чтобы иметь, если понадобится, компрометирующие материалы; как только Попиц себя выдаст, ловушка захлопнется».
На следующий день после неудачи покушения на Гитлера 20 июля 1944 и провала выступления военных Попиц был арестован. 3 октября 1944 года Народная судебная палата приговорила его к смертной казни. Однако Попиц, как Гёрделер, не был сразу казнён. Содержался в заключении, готовил аналитические документы по экономическим вопросам. 2 февраля 1945 был повешен в тюрьме Плётцензее.

## Вклад в науку
Негативно относился к федерализму, в том числе в налоговой сфере (называл федеративную форму правительства «беллетристикой»). Сформулировал экономический «закон Попица», который гласит, что с течением времени должна иметь место тенденция централизации сбора дохода (в политологии ему соответствует так называемый «закон Брюса» — «федерализм — это просто переходный этап на пути к правительственному единству»).

## Сочинения
- Finanzausgleichsprobleme. Berlin, 1927
- Der künftige Finanzausgleich zwischen Reich, Ländern und Gemeinden. Kiel, 1955 (репринтное издание).